# Потопяване на крайцера „Москва“
Флагманът на Черноморския флот на Русия, ракетният крайцер „Москва“ потъва на 14 април 2022 г. след удар, проведен на 13 април 2022 г. от ракетен комплекс „Нептун“ на Военноморските сили на Украйна.
Крайцерът „Москва“ е третият по големина боен кораб на ВМФ на Русия и най-големият в Черноморския флот. „Москва“ потенциално се явява най-големият военен кораб, изваден от строй посредством ракета. Последният път кораб от такъв клас е потопен преди 40 години – през 1982 г. по време на Фолкландската война британска подводница потопява лекия крайцер на аржентинските Военноморски сили „Генерал Белграно“.
Точният брой на загиналите е неизвестен. Съобщава се за около 40 загинали моряци, източник в командването на ЧФ съобщава за гибелта на 37 души. 17 са признати за загинали от съда. Според публичните данни загиналите са 22.

## Ход на събитията
Според данни на радио „Свободна Европа“, на 10 април ракетният крайцер „Москва“ от Черноморския флот на Русия се намира на котва в Севастополския залив срещу Аполоновия залив. Съгласно британския вестник Navalnews, вечерта на 13 април крайцерът се появава на радиолокационна спътникова снимка. Кораб, съответстващ размер и форма на крайцера, на снимката се намира на координати 45°10’43,39" с.ш., 30°55’30,54" и.д. (източно от Змийския остров, на 80 морски мили (150 км) от Одеса). Спътникът прелита над мястото на събитието на 13 април в 18:52 по местно време.
Късно вечерта на 13 април 2022 г. председателят на Одеската областна военна администрация, полковник Максим Марченко съобщава в своя Телеграм канал, че украинските военни са нанесли удар по руския ракетен крайцер „Москва“ с крилати ракети тип „Нептун“, в резултат на което той получава „много сериозни повреди“». По-късно съветникът на главата на Офиса на президента Олексий Арестович уточнява, че на намиращият се в басейна на Черно море кораб „Москва“ бушува силен пожар. В същото време съветникът на Министъра на вътрешните работи на Украйна Антон Геращенко заявява, че „целият Черноморски флот на РФ излиза в морето за осъществяване на спешни спасителни мерки“.
Туитър акаунтът OSINT UK, на който се позовава изданието Meduza, публикува запис на сигнала SOS, който, както се твърди, е предаден от борда на крайцера около един часа през нощта по московско време на 14 април.
Близо към сутринта на 14 април руските държавни информационни агенции „ТАСС“ и „РИА Новости“, позовавайки се на Министерство на отбраната на Русия съобщават, че екипажът на „Москва“ е евакуиран след детонации на боеприпаси в резултат на пожар. От министерството подтвърждават, че „корабът е получил сериозни повреди“ в резултат на пожар, причините за който „се установяват“, но не съобщават за загинали и пострадали.
В ранното утро в европейските СМИ започват да се появяват съобщения, че крайцерът може да е потънал. Телеканалът „Настоящо време“ също така обръща внимание, че пълната евакуация на кораба може да означава, че той не може да остане на вода и ще бъде потопен. Аналитици в коментарите на CNN отбелязват, че пожар на борда на такъв кораб може да доведе до катастрофални последствия – взрив, който може да доведе до неговото потъване. CNN, впрочем, не може нито да подтвърди, че корабът е поразен, нито да установи неговото състояние към този момент, тъй като над Черно море по това време бушува силен щорм, който не позволява да се направят спътникови снимки и да се свалят сензорните спътникови данни. В същото време неназован западен експерт казва на британското списание The Economist, че не са му известни случаи, когато пожар на борда на голям боен кораб да предизвиква взрив в хранилище за боеприпаси.
През деня представители на украинското оперативно командване „Юг“ заявяват, че флагманът на Черноморския флот на Русия е поразен от ракети „Нептун“: „той [крайцерът] получава значителни повреди. Възниква пожар. Другите подразделения от корабната група се опитват да окажат помощ, но бурята и мощен взрив на боеприпаси преобръщат крайцера, и той започва да потъва“.
В същото време МО на Русия заявява, че „Москва“ остава на вода, вземат се мерки за буксирането на крайцера в пристанище, а неговият екипаж е евакуиран от другите кораби на Черноморския флот, намиращите в този район.
На свой ред прессекретарят на Пентагона Джон Кърби съобщава на CNN, че, според данните на неговото ведомство, на „Москва“ е имало „поне един взрив“, който нанася на кораба сериозни повреди, но засега САЩ не могат да кажат дали той предизвикан от ракетен удар. Според оценките на Пентагона, корабът е на вода „в състояние е продължи своя път и той го прави“, насочвайки се на изток. Вероятно, предължава Кърби, „Москва“ ще се насочи към Севастопол за ремонт.
Вечерта на същия ден (близо към полунощ московско време) МО на Русия съобщава, че, при буксирането на крайцера към пристанището, поради повреди по корпуса, получени в хода на пожара от детонация на боезапаса, корабът е загубил устойчивост и в условията на щормово вълнение на морето е потънал. При това, според данни от приложението Windy, позволяващо да се проверяват метео условията в минало време, скоростта на вятъра над Черно море в района на Крим не надвишава 10 м/с, което е прекалено слабо за щорм.
В коментар към кореспондента на CNN секретарят на СНСО на Украйна Олексий Данилов отговаря, че крайцерът „Москва“ намирайки се недалеч от остров Змийски е поразен от две „мощни ракети украинско производство“.
Съгласно заявления на западни СМИ, на 15 април неизвестен високопоставен представител на Министерството на отбраната на САЩ, анонимно, потвърждава версията за гибелта на крайцера, изказана от украинската страна.
Сутринта на 18 април потребителят на Twitter с ник OSINTtechnical публикува първите фотографии на горящия крайцер. При това авторът на съобщението отбелязва: „аз не мога да проверя достоверността, но това е крайцер от типа „Слава“, и аз не мисля, че някога кораб от този тип някога е унищожаван по този начин“, а по-късно в телеграм канала „Военен осведомител“ е обнародвано и видео. Прес секретарят на президента на Руската Федерация Дмитрий Песков, отговаряйки на въпроси на журналисти, могат ли в Кремъл да потвърдят достоверността на кадрите, заявява, че в Кремъл са видели тези кадри, но не могат да кажат, „доколко те са автентични и съответстват на действителността“.

## Фактори
Изданието Meduza в свой материал указва на това, че „Москва“, вероятно, е единственият от оставащите се в строй кораби от своя тип, който при модернизацията не получава нови радари, способни ефективно да засичат ниско летящи цели като противокорабната ракета „Нептун“.
Разузнавателни данни на САЩ
Според съобщения в редица американски СМИ, САЩ са предоставили на Украйна данни, способстващи за успеха на ракетната атака на ВСУ. Неназовани официални лица съобщават, че Украйна е отправила запитване относно неизвестния плавателен съд, намиращ се близо до Одеса. Американската страна, с помощта на спътникови данни, идентифицира кораба и предоставя неговите точни координати. След това Украйна нанася удар с две ракети.
МО на САЩ не коментира дадения случай, обаче е заявено, че САЩ предоставят на Украйна разузнавателни данни с отбранителна стойност. Неназовани официални лица на САЩ, споменавани в отчетите на пресата, съобщават, че не им е било известно за плановете на Украйна да атакува кораба.
Версия на украинските СМИ
Според версията на една от украинските СМИ, на 13 април около 16 часа благодарение на плътната ниска облачност оператор на комплекса „Нептун“ засича на 120 километра от брега голяма морска цел, която може да бъде само флагманът на ЧФ на РФ, крайцерът „Москва“. Откриването на целта на такова разстояние от украинците е възможно поради метео условията, благодарение на които сигналът на радара, последователно се отразява от повърхността на водата и ниската облачност, може да засече голяма „задхоризонтна“ цел. След откриването координатите за местонахождението на крайцера са изпратени за потвърждение от украинските военни към европейския център на НАТО и там подтвърждават верността на координатите.
Според информацията на американското издание The New York Times, два високопоставени американски чиновника потвърждават, че Украйна вече е имала координатите на целта, а европейският център на НАТО е предоставя само потвърждение. Обаче някои американски чиновници считат, че потвърждението на координатите може да е решаващият фактор в унищожаването на крайцера.
Според версии на украинските СМИ, руските моряци може да не са с активирани системи за ПВО, тъй като са уверени в своята неуязвимост. Според друга версия, системите за ПВО на крайцера не могат да открият ниско летящата над водата и относително бавна ракета с течно горивен двигател.
След предположителното попадение на ракетите в целта украинските военни разбират за успешната атака от маневрите на крайцера и четирите кораба от ЧФ на РФ, които едновременно се насочват към този район.
По-късно специалните служби на САЩ потвърждават, че две украински противокорабни ракети „Нептун“, изстреляни от брега недалеч от Одеса, са поразили крайцера „Москва“.

## Последващи събития
Високопоставен чиновник на Министерството на отбраната на САЩ, в коментар пред CNN отбелязва, че те са забелязали, как след повреждането на „Москва“ другите кораби на ЧФ на РФ, които се намират в близост от неговото местонахождение или в северната част на Черно моря, се оттеглят на юг и напускат районите, в които действат, което може да свидетелства за опит да се излезе от зоната на обсег на украинските ракети.
На следващия ден, след потопяването на крайцера „Москва“, руските войски нанасят ракетен удар по Жулянския машиностроителен завод „Визар“, около Киев, който произвежда противокорабните ракети „Нептун“.

## Жертви
Щатният състав на екипажа на „Москва“, според различни данни, съставлява от 510 до 758 души, а фактическата – от 416 до 680 души.
На 16 април руските държавни СМИ публикуват видеозапис на срещата на главнокомандващият на ВМФ на РФ Николай Евменов с военнослужещи, които в сюжета са наречени екипажът на крайцера „Москва“, на плаца на 810-та бригада на морската пехота. Според оценката на изданието The Insider, на видеозаписа се виждат около 100 моряка и командирът на крайцера капитан 1-ви ранг Антон Куприн. „Новая газета. Европа“ отбелязва, че във видео отсъства или е нарушен звука по време на развода на личния състав, когато командирът е задължен да доложи за числеността на състава, да съобщи, колко души са в строй, колко отстъстват, в т.ч. в резултат на раняване или гибел. В същото време радио „Свободна Европа“ заявява. че е невъзможно да се провери достоверността на кадрите. Още повече, лелята на матроса Сергей Грудин го разпознава в този видеозапис, макар майка му да получава противоречиви сведения за това, дали той е жив, и до този момент да не може да се свърже с него.
В статия на BBC е поставено под съмнение твърдението на властите, за това че всички членове на екипажа са евакуирани от кораба. Съгласно Корабния устав на Военноморския флот, целият екипаж трябва да се бори за живучестта на кораба. Бързото евакуиране на моряците е възможно само случай, че ситуацията е толкова лоша, че от борба за живота на кораба няма смисъл – това означава, че на кораба са се случили взривове с огромна сила, при които, най-вероятно, има и жертви.
Също така става ясно, че на борда на „Москва“, към момента на потъването му, има военнослужещи на срочна служба.
Според сумите на съпругата на служещият на крайцера мичман Иван Вахрушев, нейният мъж е загинал, а 27 члена на екипажа са изчезнали безследно. Според думите на майката на изчезналият без вест матрос-срочнослужещ на крайцера, Егор Шкребец, нейният син се води безследно изчезнал, а в болницата, където са настанени ранените от крайцера, има около 200 пострадали моряка. По думите на майката на друг матроса-срочник, който също служи на крайцера, са загинали около 40 души, няколко са изчезнали, има много ранени.
Дори седмица след потъването на кораба много от роднините на матросите не знаят тяхната съдба. Оцелелите дават подписка за неразгласяване на информация за срок от пет години, срещу Дмитрий Шкребец (баща на загиналия войни-срочник Егор Шкребец), по-рано опитващ се да получи официално признаване на гибелта на своя син, започва да се оказват различни мерки за натиск, а на 3 юни руската полиция провежда в обиск в дома му.
На 22 април МО на РФ заявява, че от членовете на екипажа на крайцера, в хода на борбата за живучест на кораба, са загинали 1, изчезнали бе следа са 27, а са евакуирани 396 души. Губернаторът на Севастопол, Михаил Развозжаев, подтвърждава гибелта на мичмана Иван Вахрушев. През 2022 г. са удовлетворени 18 иска „за признаване на военнослужещи за безвестно отсъстващи или загинали“ по отношение на членове на екипажа на „Москва“.
В края на юли 2022 г. се появява информацията, че на крайцера е загинал 37 годишният капитан-лейтенант Валерий Криворог, син на контраадмирал Олег Криворог, командир на 30-та дивизия надводни кораби на Черноморския флот, в която влиза и крайцерът „Москва“. През август 2022 г. изданието „Медуза“ съобщава, че МО е признало за гибелта на срочника Егор Шкребец, срочника Леонид Савин и Иван Франтин.
На 13 април 2024 г. в Севастопол, на территорията на 30-та дивизия надводни кораби е открит мемориал на моряците, загинали при изпълнение на воинския си дълг. При 19 от тях (шест редника, четири матроса, четири старши матроса, главен старшина, двама старши мичмана, лейтенант и капитан-лейтенант) за дата на гибелта е записана 13 април 2022 г.

## Реакция

### Русия
На 15 април 2022 г. в Севастопол, при паметника в чест на 300-летието на руския флот се състои церемония за прощаване с крайцера. Въпреки заявленията на МО на Русия за пълната евакуация на екипажа, на един от траурните венци има лента с надпис „На кораба и моряците“.
Прессекретарят на президента на Русия Дмитрий Песков, на 15 април, заявява, че Путин не планира да провежда съвещание за обсъждането на причините за пожара на крайцера, а също така не планира посещение в Севастопол.

### Украйна
На 12 април 2022 г. „Укрпоща“ пуска пощенска марка „Русскій воєнний корабль, іді … !“, но тя предизвиква особен ажиотаж след потопяването на руския крайцер. Вече към петъка, 15 април, всички марки са разпродани, обаче генералният директор на „Укрпочта“ Игор Смилянский заявява за планове по издаването на още милион екземпляря от дадената марка.
В коментар към кореспондента на CNN секретарят на СНСО на Украйна Алексей Данилов, коментирайки станалото, заявява: „Путин дойде да убива нашите деца, нашите жени, нашите мирни жители. Това е нашият подарък за него. И това е само началото. Ще има повече, отколкото едната „Москва““.
Според заявление на Министерството на отбраната на Украйна, украинските власти включват обломките на крайцера в „регистъра на подводното културно наследство на Украйна“ под номера 2064.

## Оценки

### Практическо значение
Министерство на отбраната на Великобритания съобщава, че, според данни на неговото разузнаване, крайцерът „Москва“ е бил флагман на Черноморския флот на Русия и е играел ключова роля в качеството на команден кораб и възел на противовъздушната отбрана. Съгласно оценката на ведомството, „този инцидент означава, че Русия получива повреждането на два ключови военноморски обекта след нахлуването в Украйна. Първото е повреждането на десантният кораб от типа „Алигатор“ (БДК „Саратов“) на 24 март. Двете събития, вероятно, ще накарат Русия да преразгледа своята морска позиция в Черно море“. Към изводи за сериозно отслабване на противовъздушната отбрана на Черноморския флот и загубата на оперативен щаб за управление достигат също така и експерти в коментарии към изданията „Би Би Си“ и Meduza.
Директорът на Института за изучаване на морския потенциал на Русия при Военноморския колеж на САЩ, професор Майкъл Петерсен, в коментар към „Би Би Си“ отбелязва, че след случилото се руският флот може да започне да действа на голяма отдалеченот от украинските брегове.
Офицерът по надводните бойни действия от ВМС на САЩ лейтенант-командер Джейсън Ланкастер, в коментар за CIMSEC (на английски: Center for International Maritime Security), констатира, че ако за атаката над „Москва“ е използван „Нептун“, то това е неговото първо известно използване по време на войната. Според неговото мнение, заплахата, изходящая от мобилните крилати ракет с брегово базиране, такива като „Нептун“, „променят оперативното поведение“ на противника – руските „кораби ще действат така, че да сведат към минимум риска от откриване и да максимилизират своите шансове да се защитят. Тези поведенчески промени ограничиват способността на Русия да използва своя флот в своя интерес. Допълнителният стрес от внезапния бой увеличава умората и може да доведе до грешки“.
На 18 април 2022 г. полковникът от ВС на КНР в отставка Юе Хан (岳刚) анализира гибелта на крайцера „Москва“, обръщайки внимание на старите технологии, недостатъчното техническо обслужване и възможно недостатък на управленски решения. Юе заявява, че Русия вече има само няколко многотонажни военни кораба, и загубата на „Москва“ е голяма загуба за руския флот.
Главният редактор на украинското издание BlackSeaNews Андрей Клименко съобщава, че след гибелта на крайцера Русия има по-малък брой крилати ракети. По думите на Клименко, вече намиращият се в Черно море сумарен залп на неназованите крилати ракети при корабите на ЧФ на РФ намалява от от 72 до 56. В същото време военният експерт Николай Белесков в коментар към „Би Би Би“ указва, че „Москва“ не е използвана за обстрел над територията на Украйна с крилати ракети от Черно море, тъй като не се явява носител на ракетите „Калибър“, с които РФ покрива почти цяла Украйна.
Изданието The Wall Street Journal, в свой материал отбелязва, че унищожаването на „Москва“ ще затрудни, ако не и да направи невъзможно, провеждането на руски морски десант в Одеса.

### Идеологическо значение
Каналът „Настоящо време“ обръща внимание на това, че събитието се случва след заплахата от страна на руските власти да атакуват „центровете за вземане на решения“ в Киев, ако украинците продължават да нанасят удари по обекти в Русия, а крайцерът „Москва“ е този същият кораб, към когото е адресирана фразата „Руски военен кораб, иди на хуй“ при превземането на остров Змийски.
Капитанът от ВМС на САЩ в отставк и бивш директор по операциите в Обединения разузнавателен център на Тихоокеанското командване на САЩ Карл Шустер, коментирайки случилото се за CNN, заявява: „Само загубата на подводница с балистични ракети или „Кузнецов“ (единственият руски самолетоносач) ще бъде по-сериозен удар по моралния дух на Русия и репутацията на военноморския флот в очите на руската общественост“. Също така Шустер отбелязва, че ако информацията за удар на „Нептун“ се подтвърди, „Москва“ потенциално може да стане най-големият военен кораб, някога потопен от ракета.
В коментар към „Би Би Си“ директорът на Института за изучаване на морския потенциал на Русия при Военноморския колеж на САЩ професор Майкъл Петерсен отбелязва: „„Москва“ — това е флагманът на Черноморския флот“ и е „символ на руската военна мощ в Черно море“, а „украинците загубиха своя флот през 2014 г., след анексията на Крим, затова „…“ самият факт за това, че украинците могат да нанасят такива удари, е изключително символичен и болезнен за руското ръководство“.
Професорът по война и стратегия от Кралския колеж в Лондон Алесио Паталано в коментар към CNN отбелязва: „Корабите действат далеч от общественото внимание, и тяхната активност рядко участва като предмет в новините. Но те представляват големи плаващи части от националната територия, и когато вие губите един от тях, флагман, това е политическо и символично съобщение — в допълнение към военното. Тази загуба изпъква именно поради това“.
Ръководителят на Conflict Intelligence Team Руслан Левиев в коментар пред „Би Би Си“ заявява, че потопяването на крайцера е „исторически инцидент“, тъй като последният път кораб от такъв клас е потопен през 1982 г. по време на войната във Фолкландите между Британия и Аржентина. Тогава британската подводница „Конкърър“ HMS Conqueror (S48) потопява крайцера „Генерал Белграно“ на аржентинските Военноморски сили.

## В културата

### В музиката
- SPIV BRATIV - maskva в
- хейтспіч Х діти інженерів – москва в